# Strumyani (huyện)
Strumyani là một huyện thuộc tỉnh Blagoevgrad, Bungaria. Dân số thời điểm năm 2001 là 6829 người.